# Erich Schiefelbein
Erich Schiefelbein (* 2. Mai 1909 in Korningen, Lothringen; † 17. März 1985 in Dortmund) war ein deutscher evangelischer Pfarrer und Häftling im KZ Dachau.

## Leben
Schiefelbein studierte nach Erlangung seiner Hochschulreife Evangelische Theologie. Als Lehrvikar und Hilfsprediger arbeitete er in Koblenz, Speldorf und Thalfang. Nach seiner Ordination in Troisdorf 1939 wurde er Synodalvikar in Aachen.
Unter dem Vorwurf, sich als Lazarettgeistlicher Wehrmachtsangehörigen gegenüber abfällig über Adolf Hitler geäußert und damit den „Kampfeswillen des deutschen Volkes“ untergraben zu haben, wurde Schiefelbein am 15. Mai 1941 verhaftet. Vom Gefängnis in Aachen wurde er am 30. Mai 1941 in das KZ Dachau verbracht, wo er dem Pfarrerblock zugeteilt wurde. Auf Betreiben des Konsistorialassessors Hans Aldag entzog ihm der Evangelische Oberkirchenrat 1944 den kirchlichen Auftrag als Synodalvikar in Aachen.
Am 3. April 1945 kam er aus Dachau frei. Bis November 1945 war er zunächst in Brenz (Mecklenburg) beschäftigt. Nach Konflikten in der Kirchenleitung über die Frage, ob er für das Pfarramt geeignet sei, konnte er ab 1947 eine Pfarrei in Oberquembach übernehmen, wo er bis zum Eintritt in den Ruhestand 1972 blieb.
Schiefelbein war seit 1937 mit der aus Troisdorf stammenden Hildegard Müller verheiratet. 1941 wurde den beiden ein Kind geboren, das jedoch noch im Jahr der Geburt verstarb.

## Archivmaterial
Aktenmaterial und Korrespondenz zu Erich Schiefelbein wird im Archiv der Evangelischen Kirche im Rheinland aufbewahrt. Siehe insbesondere:
- (6 HA 001 Stoltenhoff, Ernst Dr. Generalsuperintendent) 732, 1945–1946, Schriftwechsel, I–Z, enthält: Pfarrer Erich Schiefelbein über die BK